# 927

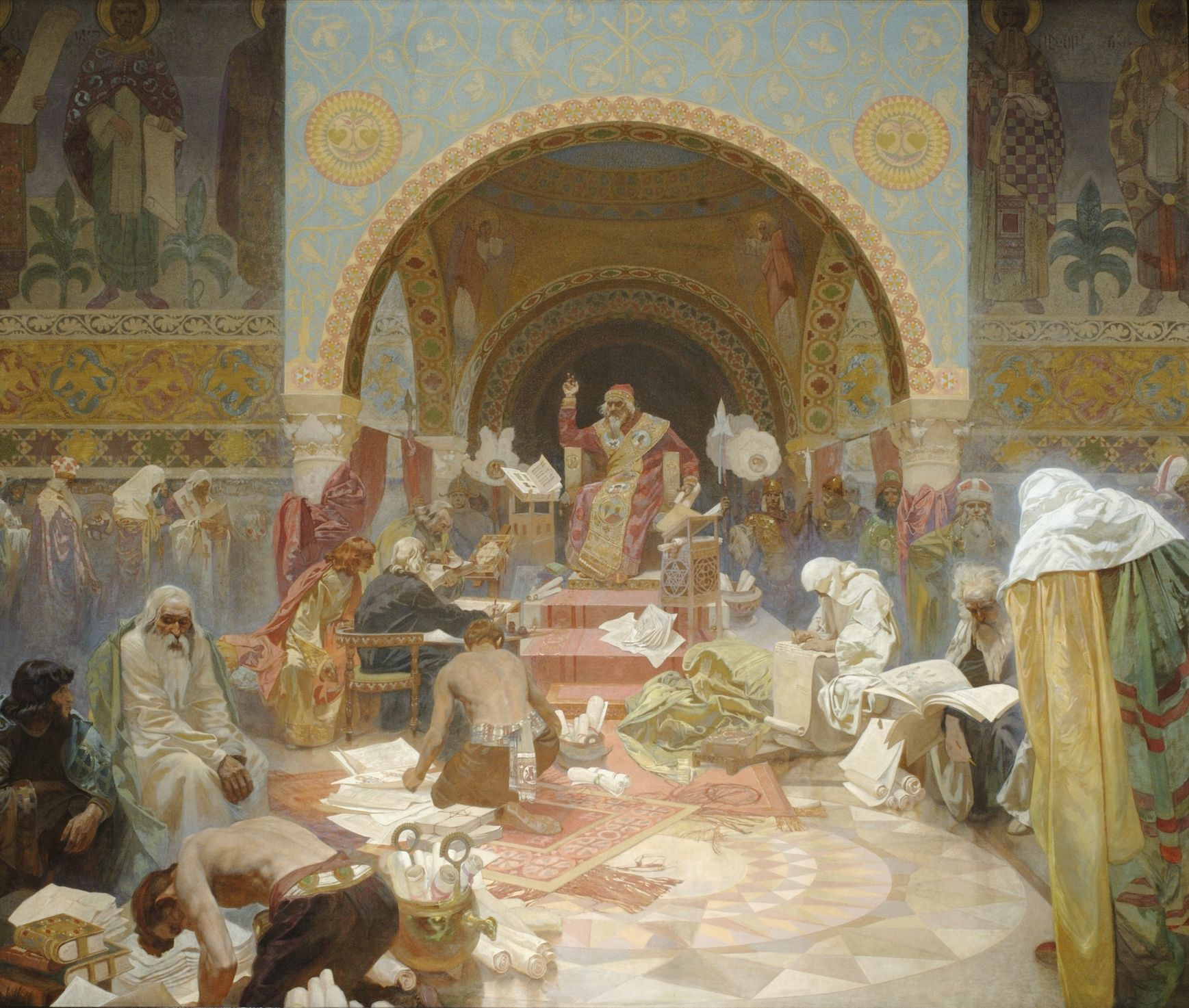
Tsaar Simeon I van Bulgarije op zijn troon

Het jaar 927 is het 27e jaar in de 10e eeuw volgens de christelijke jaartelling.

## Gebeurtenissen

### Europa
- 12 juli - Koning Æthelstan houdt een bijeenkomst van koningen op Eamont Bridge in Cumbria. Hij verenigt de heptarchie van de zeven Angelsaksische koninkrijken en vormt het Koninkrijk Engeland. De Deense Vikingen worden onderworpen, het koninkrijk Jorvik (het latere York) komt in handen van Wessex. Koning Constantijn II van Schotland aanvaardt Æthelstan als zijn opperleenheer.
- 27 mei - Simeon I, heerser (tsaar) van het Bulgaarse Rijk, overlijdt aan een hartinfarct na een regeerperiode van 34 jaar. Hij wordt opgevolgd door zijn tweede zoon Peter I (de oudste uit zijn tweede huwelijk). Tijdens zijn bewind sluit hij met het Byzantijnse Rijk een vredesverdrag. Keizer Romanos I moet schatting betalen en de rijksgrens tussen de twee landen erkennen.
- Herbert II van Vermandois haalt Karel III ("de Eenvoudige") uit gevangenschap om met Rollo ("de Noorman") te onderhandelen en druk uit te oefenen op koning Rudolf I.
- Willem I ("Langzwaard") volgt zijn vader Rollo op als hertog van Normandië. Tijdens zijn bewind geeft hij steun aan de Vikingen (gevestigd aan de Loire) tegen Bretagne.
- Ebalus wordt opnieuw hertog van Aquitanië, nadat de zonen van Willem I ("de Vrome") kinderloos overlijden. Tevens wordt hij benoemd tot graaf van Berry en Auvergne.
- Het graafschap Castilië (Noord-Spanje) wordt gesticht en wordt een vazalstaat van het koninkrijk León. (waarschijnlijke datum)

### Arabische Rijk
- De Miknasa, een Zenata Berberstam, verslaan de Idrisiden en krijgen het grootste deel van Marokko in handen. (waarschijnlijke datum)

### Japan
- Keizer Daigo voert de Engishiki in als het officiële Japanse wetboek. De geschriften bestaan uit 50 delen.

### Lage landen
- De Vikingen vestigen zich in Friesland.

### Religie
- Het patriarchaat van Constantinopel erkent de autocefale status van de Bulgaars-Orthodoxe Kerk. (waarschijnlijke datum)
- Odo volgt Berno op als abt van Cluny. De abdij is een belangrijk centrum van kloosterhervormingen.

## Geboren
- Taizu, keizer van het Chinese Keizerrijk (overleden 976)

## Overleden
- 27 mei - Simeon I, heerser (tsaar) van het Bulgaarse Rijk
- Berno van Cluny, Frankisch monnik en abt